# Manfred Vogel
Manfred Vogel (né le 9 août 1947 en Allemagne) est un joueur de football est-allemand.
Manfred Vogel est notamment connu pour avoir terminé meilleur buteur du championnat lors de la saison 1974/75 avec 17 buts.